# Janowo (rejon poczinkowski)
Janowo (ros. Яново) – wieś (ros. деревня, trb. dieriewnia) w zachodniej Rosji, w murygińskim osiedlu wiejskim w rejonie poczinkowskim (obwód smoleński).

## Geografia
Miejscowość położona jest 0,5 km od przystanku kolejowego Janowskij, 6 km od drogi federalnej R120 (Orzeł – Briańsk – Smoleńsk – Witebsk), 17 km od centrum administracyjnego osiedla wiejskiego (Murygino), 28 km od centrum administracyjnego rejonu (Poczinok), 22 km od Smoleńska.

## Demografia
W 2010 r. miejscowość zamieszkiwało 187 osób.